# 阿片戦争 (1943年の映画)
『阿片戦争』（あへんせんそう）は、1943年（昭和18年）1月14日に公開された東宝映画製作の日本映画である。

## 概要
英国人によって清国が蹂躙された阿片戦争を描いた映画であるが、D・W・グリフィス監督の『嵐の孤児』（1921年）を翻案しており、盲目の少女とその姉が混乱に翻弄される姿を描いている。
日本が英国と交戦中ということもあり、日本人のみで中国人とイギリス人の役も演じている。冒頭のインドのカットはヘンリー・ハサウェイ監督の『ベンガルの槍騎兵』（1935年）の1シーンを、終盤の燃え上がる広東市外のシーンは『シカゴ』（1927年、en）の1シーンを無断で流用している。
撮影は沼津市に大規模なオープンセットを造って行われた。避難する群集の撮影には、大勢のエキストラが用いられたが、それでも足りないためエキストラの両手に笠を持たせて走らせるなども行なったという。
特撮はミニチュアによる海戦や都市景観での作画合成などが用いられた。合成を手掛けた向山宏は、当時のフィルム合成では合成素材のマスクを完全に抜くことはできず、クライマックスでは市川猿之助の顔に炎が重なってしまっていたが、火事場なのでこれでいいと済ませたという。

## ストーリー
100年前、海上を東へと進む「海賊旗」があった。英国印度総督府は、本国からの非難にも応じることなく、中国へのアヘン輸出を促進するためにチャールズ・エリオットとその弟で海軍将校のジョージ・エリオットを広東へと派遣した。英国が輸出する阿片によって広東の街は乱れており、取り締まる側の広東阿片監視局局長である許沈伯すらも、丁徐伯が経営するアヘン窟でアヘンに興ずる始末であった。そこに、強硬派である林則徐が皇帝の命で広東総督府に派遣されてきた。地方の官吏を装ってアヘン窟に姿を現した林に驚いた許は彼を斬ろうとするが、近衛兵である穆資英と陳南田との決闘の末に倒され、林則徐は2人に亡国の薬であるアヘンの広東市内からの没収を命ずる。
しかし、10万箱と林則徐が推定したアヘンはわずかに3千箱しか回収できなかった。彼は、アヘンの多くが英国商館がある十三行にあると考え、陳を十三行の英国商館に派遣して十三行の封鎖を命じたが、その翌日から停泊する英国軍艦からの威嚇射撃が始まった。混乱する市内で、盲目の少女である麗蘭の目を治すために共に広東にいた愛蘭は、阿片吸飲者に飲ませる水を探すうちに麗蘭とはぐれてしまい、雑踏の中で倒れているところを林牙梁に救われる。林則徐は、平和裏にアヘンを回収すべく、自ら十三行へと赴き、チャールズへ十三行のアヘン全ての提供を要請する。清国人に馬鹿にされ苛立つジョージらだったが、チャールズは後のアヘン輸出を考えて快諾し、全てのアヘンが広東郊外に集積された。
十三行のアヘンが全て広東郊外に集積された日の夜、阿片吸飲者によって丁に身売りされた麗蘭は、アヘン強盗を企む丁と共に逮捕されてしまう。一方、林則徐はチャールズら英国人を広東総督府に招待し、大規模な宴を催す。そして夜の8時になって林に促されて窓辺に立ったチャールズらが見たのは、アヘンが燃え上がる煙であった。チャールズは林則徐の勝ちを認め、翌朝、十三行の英国人は停泊する英国船に移った。林則徐は、攻撃の口実を作らないように十三行の警備の強化を命じる。しかし、阿片中毒者の放った火により英国商館が焼け、東洋艦隊提督は広東の砲撃を艦隊に命じる。丁と共にアヘン密売の疑いで処刑される直前に穆資英の計らいで救われた麗蘭が愛蘭の元へ急ぐ中、林の努力もむなしく広東は戦火に包まれるのだった。

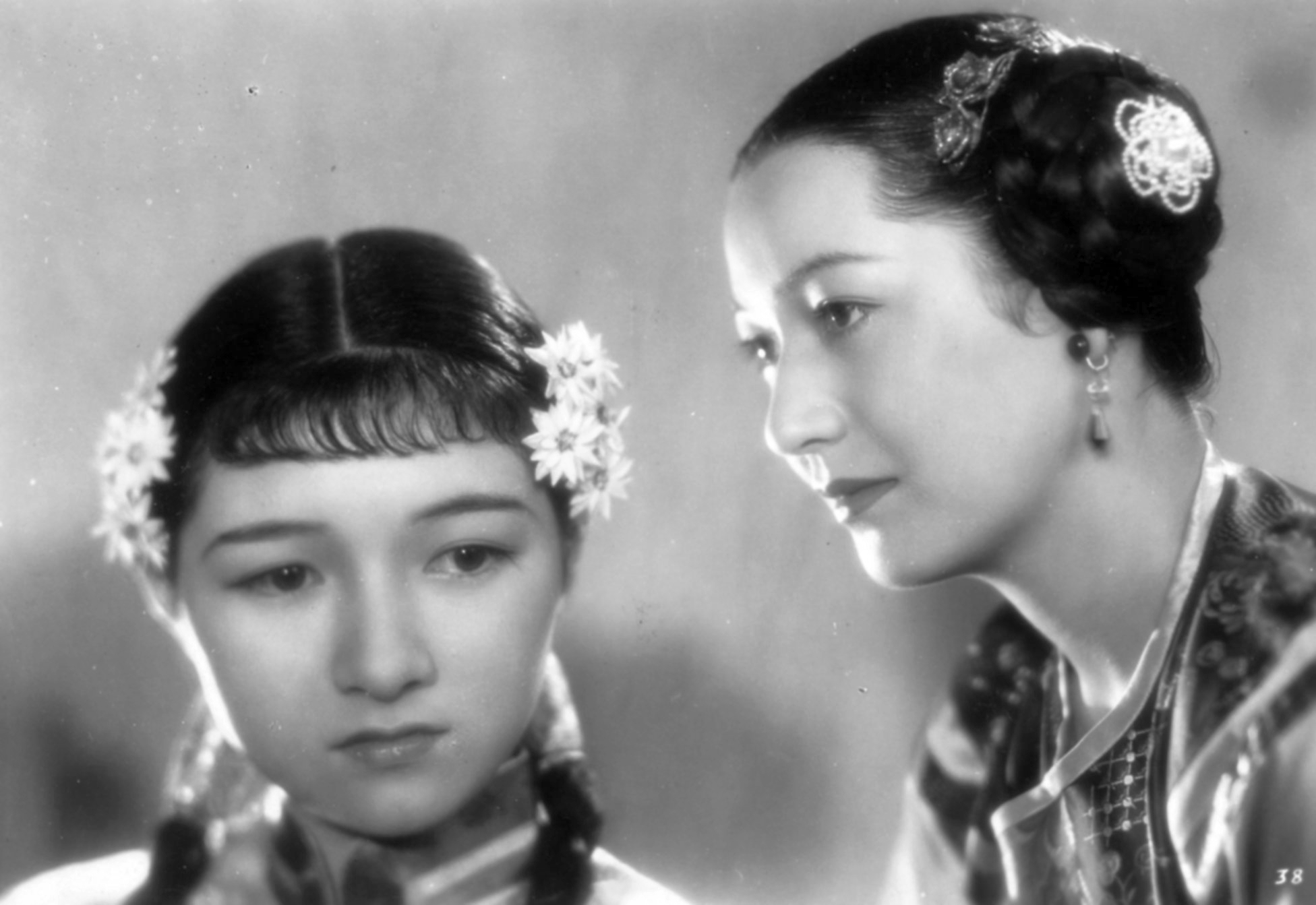
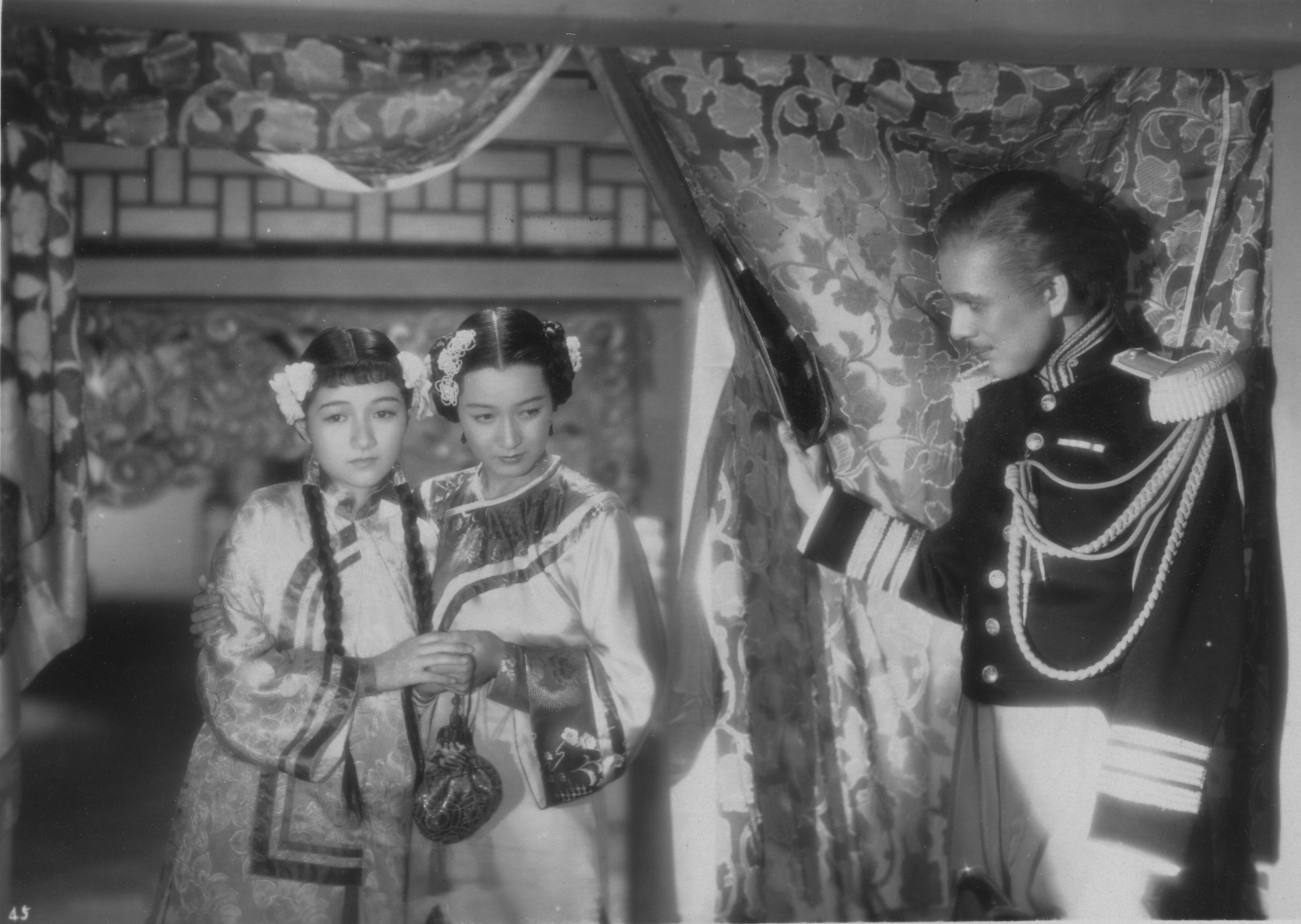
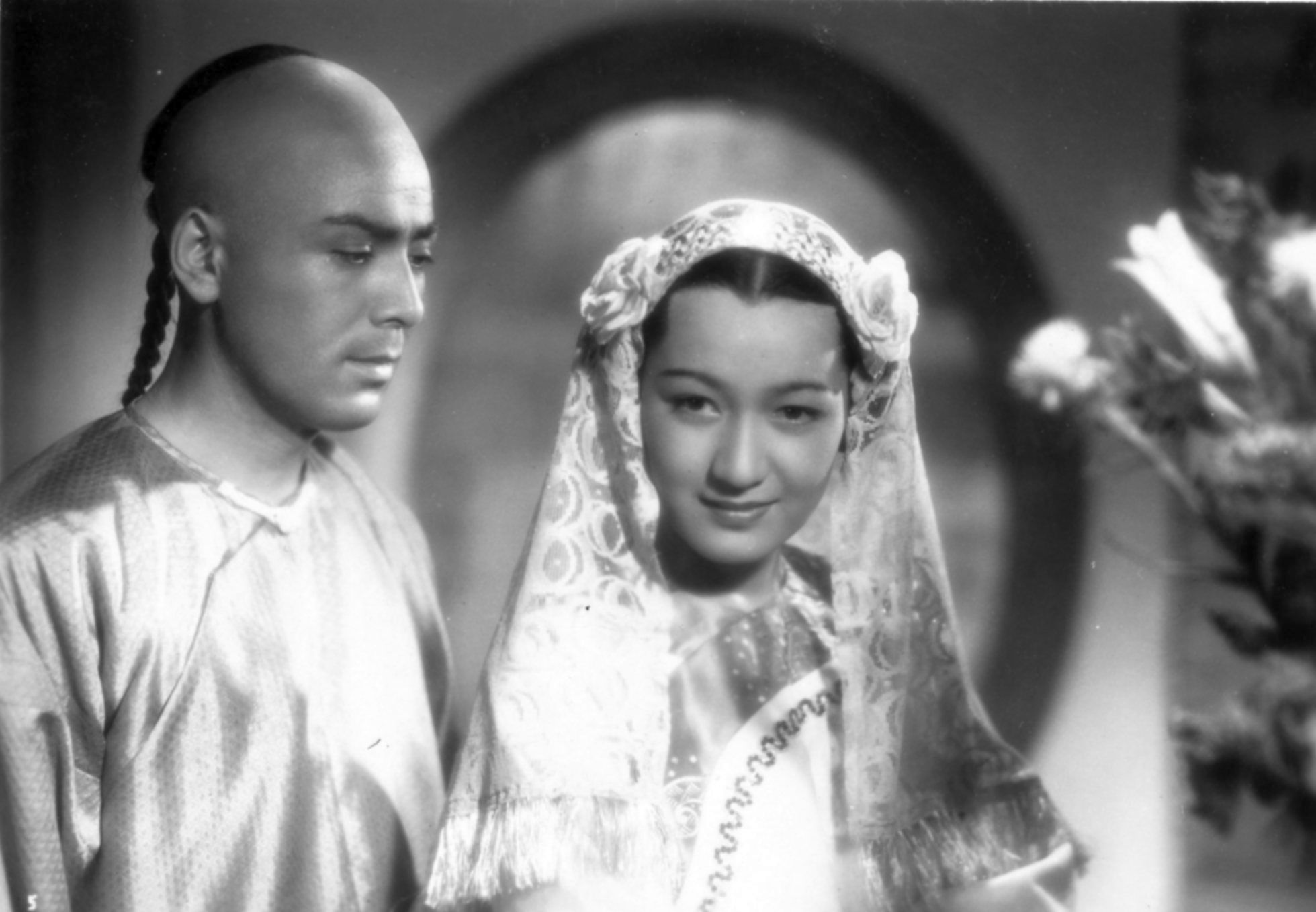

## キャスト
- 林則徐：市川猿之助
- 愛蘭：原節子
- 麗蘭：高峰秀子
- 穆資英：河津清三郎
- チャールズ・エリオット：青山杉作
- ジョージ・エリオット：鈴木伝明
- 丁徐伯：小杉義男
- 林牙梁：丸山定夫
- 陳南田：坂東好太郎
- 許沈伯：清川荘司
- 黄露萍：山本礼三郎
- 阿片吸飲者：菅井一郎
- 英国東洋艦隊提督：進藤英太郎
- 印度提督：浅田健三（吉本興業）
- 十三行の英国人：中村哲（ノンクレジット）

## スタッフ
- 製作、原案 - 松崎啓次[1]
- 監督 - マキノ正博[1]
- 特技 - 円谷英二[1]
- 脚本 - 小国英雄[1]
- 撮影 - 小原讓治[1]
- 録音 - 安恵重遠[1]
- 照明 - 西川鶴三[1]
- 美術 - 久保一雄[1]
- 音楽 - 服部良一[1]

## ソフト化
1981年頃、東宝からVHSが2万9000円で発売されていた。その後、会員制ビデオ通信販売機構のキネマ倶楽部から、「日本傑作映画全集」レーベルの1本としてVHSソフトが発売されていた。